# Бархатков, Антон Стефанович
Анто́н Стефа́нович Бархатко́в (бел. Бархаткоў Антон Стэфанавіч; 17 января 1915 (официально — в 1917), дер. Щегловка, Могилёвская губерния — 24 марта 2001, Минск) — белорусский советский художник, Заслуженный деятель искусств Белорусской ССР (1991).

## Биография

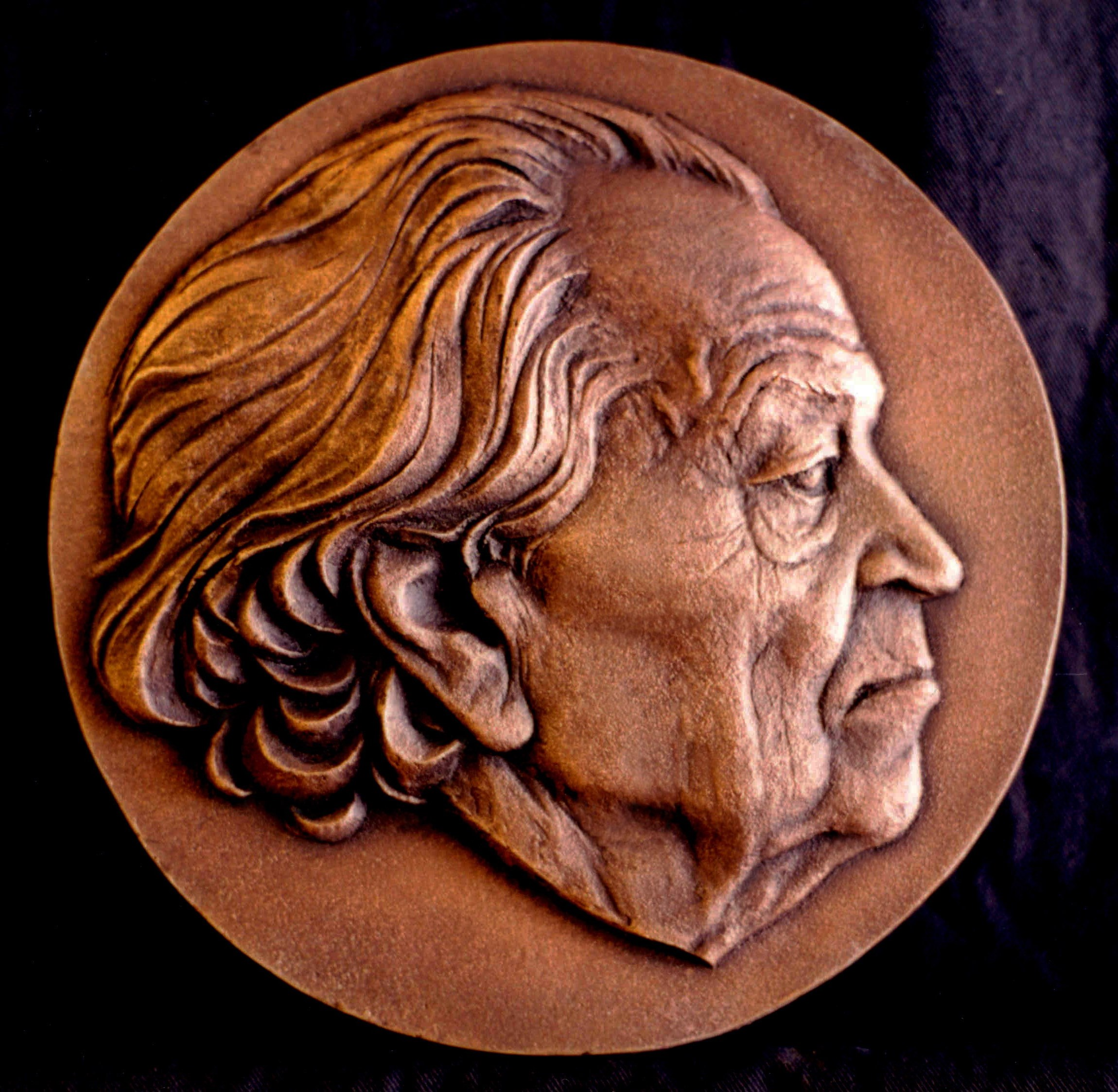
Антон Стефанович Бархатков. Автор рельефа — скульптор Евгений Колчев, 2002 год.

После окончания семилетней школы, в 1932 году, юный художник уехал в Москву, где его ожидала нелёгкая доля беспризорника, а потом воспитанника военной части. Побывав первый раз в художественном музее, Бархатков решил поступить в Московское художественное училище памяти 1905 года. Он был зачислен на курс к ученику Левитана Петру Петровичеву. Окончил училище перед самой войной, в 1940 году, после чего возвратился домой, в Белоруссию.

### Великая Отечественная война
Великая Отечественная война застала художника под Рогачёвом, где он попал к немцам в окружение. Художник стал членом партизанского отряда «За Советскую Беларусь», действовавшего на территории Костюковичского района и Брянской области. Под началом дважды Героя Советского Союза А. Ф. Федорова участвовал в операциях партизанского соединения.

### Послевоенный период
После освобождения Беларуси от немецко-фашистских захватчиков в 1944 году, художник принимал участие в организации и проведении первой выставки искусства Беларуси в Москве, которая посвящена 25-летию создания БССР. На этой выставке он познакомился с выдающимся белорусским художником, мастером пейзажей Витольдом Бялыницким-Бирулей. Экспозиция выставки положила начало новой коллекции разорённого в войну белорусского Государственного художественного музея, в организации которого они оба принимали участие.
В 1945 году поступил учиться в Московский художественный институт имени Сурикова, где его учителями были Д. К. Мочальский, С. В. Герасимов. Закончил учёбу в 1948 году.

### Семья
Жена — Софья Кузьминична Ковалёва, актриса.
Дети:
- Витольд — художник, жил в США, умер;
- Ирина — филолог;
- Игорь — художник.

## Творчество
Часто работал вместе с Бялыницким-Бирулей в его московской мастерской, выезжал вместе на этюды на его дачу «Чайка», которая находилась в Тверской губернии на берегу озера Удомля. На дачу «Чайка» приезжали и подолгу здесь жили известные художники Архипов А. Е., Жуковский С. Ю., Коровин К. А., Моравов А. В., Степанов А. С.. В 1947 году Бархатков вместе с Бялыницким-Бирулей выезжали вместе на пленэр в Белоруссию. Постепенно Бархатков стал последователем традиций Бялыницкого-Бирули в живописи.
Старший сын Антона Стефановича Бархаткова назван Витольдом в честь Бялыницкого-Бирули и является его крестником. Кусты сирени, росшие на даче «Чайка», были привезены в Белоруссию и посажены в деревне Хоружи Воложинского района Минской области.
Произведения художника находятся в Национальном художественном музее Беларуси, Музее современного изобразительного искусства в Минске, Тверской картинной галерее, музее им. Масленикова в Могилёве, Гродно, Гомеле, Белыничах, Костюковичах, в Третьяковской галерее в Москве, а также в частных коллекциях в Бельгии, Голландии и других странах.

### Персональные выставки
- Минск — 1967, 1980, 1988, 1995, 2000
- Бельгия — 1993
- Италия — 1996
- Голландия — 1997

### Наиболее известные произведения
- Портрет В. К. Белыницкого-Бирули (1946)
- Первая песенка (1960, Национальный художественный музей Республики Беларусь)
- Полдень на сенокосе (1960)
- Весна на Немане (1960)
- Апрельский день (1964)
- Весна (1968)
- Синие тени (1968)
- Последний луч (1970)
- Сирень (1970)
- Иван-чай (1972)
- Холодный ноябрь(1973)
- Золотая осень (1981)
- Любимые дубы Якуба Коласа. Николаевщина (1982)
- Зима в деревне Городок (1984)
- Ветреный день на реке Мста (1986)
- Золотые берёзы (1989)
- Снег в октябре (1991)
- Иней (1992)
- Зацвела черемуха (1993)
- Рябинка (1994)
- Утреннее солнце (1997)
- Ранняя весна. Дорога (1997)
- Зима. Солнечный день (1999)

## Память о художнике
17 декабря 2012 года, в день официального 95-летия А. С. Бархаткова, на его родине, в Краеведческом музее города Костюковичи открылась юбилейная выставка, посвящённая этому событию. Экспозицию открывал сын художника Игорь Бархатков, который, продолжая традиции отца, сам является белорусским живописцем-реалистом.